# Paspalum malacophyllum
Paspalum malacophyllum är en gräsart som beskrevs av Carl Bernhard von Trinius. Paspalum malacophyllum ingår i släktet tvillinghirser, och familjen gräs. Inga underarter finns listade i Catalogue of Life.